# Kostel Seslání Ducha svatého (Brno)
Plánovaný římskokatolický kostel Seslání Ducha svatého by se měl nacházet v brněnské městské části Líšeň, v Horníkově ulici. Vyhlašovatelem soutěže, z níž vzejde architektonická podoba stavby, je Salesiánská provincie Praha a brněnská Nadace pro radost. Vlastníkem pozemků, na kterých má vzniknout, je líšeňská Římskokatolická farnost u kostela sv. Jiljí.
Náklady na kostel, o jehož výstavbě se začalo uvažovat již v polovině 80. let, by měly dosáhnout maximálně 70 mil. Kč.
Architektonická soutěž, v níž se sešlo 74 návrhů, byla uzavřena v dubnu 2014. Porota neudělila 1. cenu, protože žádný návrh podle ní nenaplnil požadavky soutěže v plném rozsahu. Nejvyšší počet bodů a 2. cenu tak získal Ing. arch. Tomáš Kodet, který byl vyzván k rozpracování a úpravě svého návrhu.

## Podoba stavby
Kostel by měl stát v blízkosti Salesiánského střediska mládeže, které zde vzniklo v letech 1994–2010. Bude k němu navíc náležet farní část a dům komunity, všechny tyto části budou vzájemně propojené. Dům komunity by ale mělo být v případě nutnosti možné provozně oddělit.
Výška kostela by dle zadání neměla s výjimkou věže přesáhnout 16 metrů. Jelikož má být zasvěcen Seslání Ducha svatého, měl by se tento výjev objevit na čelní stěně chrámového prostoru. Kostel by měl dostačovat pro 300 sedících a 100 stojících osob. Bude k němu patřit i místnost pro rodiče s dětmi.
Součástí farní části by měly být dvě kanceláře, místnost pro výuku náboženství a katecheze, dva pokoje pro návštěvy, farní sál s kapacitou kolem 100 lidí a kuchyňka.
Dům komunity bude sloužit k ubytování salesiánů, měl by proto obsahovat pokoje s příslušenstvím, místnost pro setkávání a kapli pro 10 osob.